# NGC 665
NGC 665 is een lensvormig sterrenstelsel in het sterrenbeeld Vissen. Het hemelobject werd op 4 september 1786 ontdekt door de Duits-Britse astronoom William Herschel.

## Synoniemen
- PGC 6415
- UGC 1223
- MCG 2-5-19
- ZWG 437.19